# Уайт, Кэрол
Джоан Кэрол Уайт (англ. Carol White; 1 апреля 1943, Хаммерсмит, Лондон — 16 сентября 1991, Майами, Флорида, США) — английская актриса.
Популярность ей принесли съёмки в телеспектакле «Кэти, иди домой» (1966) и в фильмах 1967 года «Бедняжка» и «Я никогда не забуду это имя», но алкоголизм и злоупотребление наркотиками разрушили её карьеру, поэтому с начала 1970-х она редко снималась.

## Биография
Кэрол Уайт родилась в Хаммерсмите (Лондон) в семье торговца металлоломом и посещала Академию Короны. С 1949 до конца 1950-х годов она играла незначительные роли в фильмах, лишь затем начала играть более серьёзные роли в таких фильмах как «Carry on Teacher» (1959) и «Не отпускай!» (1960), в котором она сыграла девушку Питера Селлерса.
Уайт продолжала регулярно сниматься и вскоре обратила внимание на своё выступления в телевизионном сериале «Я никогда не забуду это имя» (1965). Большой успех её ожидал после выхода фильмов «Кэти, иди домой» (1966) и «Бедняжка» (1967), основанного на второй книге Нелла Дунна, и «Я никогда не забуду это имя» (1967).
Уайт снялась вместе с Аланом Бейтсом, Дирком Богардом и Яном Холмом в экранизации Бернарда Маламуда — «Посредник» (1968) и затем отправилась в Голливуд в 1968 году, чтобы сняться в фильме «Папочка отправляется на охоту» (1969). Также она появилась в фильме «Нечто большое» (1971), и получила главную роль в фильме «Дольчима» (1971) и «Сделано» (1972) с певцом Роем Харпером. В конце 1960-х годов Кэрол Уайт считалась одной из самых перспективных актрис в британском кино, но её проблемы с алкоголизмом и наркотиками, а также несчастные отношения с мужчинами, такими звездами, как Ричард Бертон, Фрэнк Синатра, Оливер Рид и Пол Берк, стали преградой в её карьере. Хоть она и сыграла заметную роль заложницы в фильме «Вымогательство» (1977).
После жизни в Голливуде в течение нескольких лет, Кэрол вернулась в Лондон, чтобы сыграть главную роль в пьесе Нелла Данса «Steaming». Несмотря на отличные отзывы о пьесе, Уайт часто опаздывала, пропускала выступления, и, наконец, была освобождена от роли. В 1981 году был опубликован биографический роман «Carol Comes Home» от Клиффорда Терлоу. Хотя Уайт получила известность за игру и за биографию, она не смогла восстановить свою карьеру. Кэрол вернулась в Соединенные Штаты, где оставалась до конца своей жизни.
Кэрол Уайт умерла в 1991 году во Флориде, в возрасте 48 лет. Причина смерти остаётся спорной. Некоторые источники утверждают, что она умерла от передозировки наркотиками. Другие утверждают (в том числе Upton и The Sunday Times), что причиной смерти стала болезнь печени. У нее осталось двое сыновей от первого брака.
Телевизионный фильм о жизни Кэрол Уайт, «The Battersea Bardot» («Баттерсийская Бардо»), снят в 1994 году Венди Морганом.